# Poederkorst-klasse
De poederkorst-klasse (Chrysotrichetea chlorinae) is een klasse van syntaxa die acidofiele muur- en rotsvegetatie omvat waarin poedervormige korstmossen dominant en aspectbepalend zijn.

## Naamgeving en codering
| Leprarietea chlorinae Wirth 1972 |

- Syntaxoncode voor Nederland (rVvN): r51
- BWK-karteringscode: km

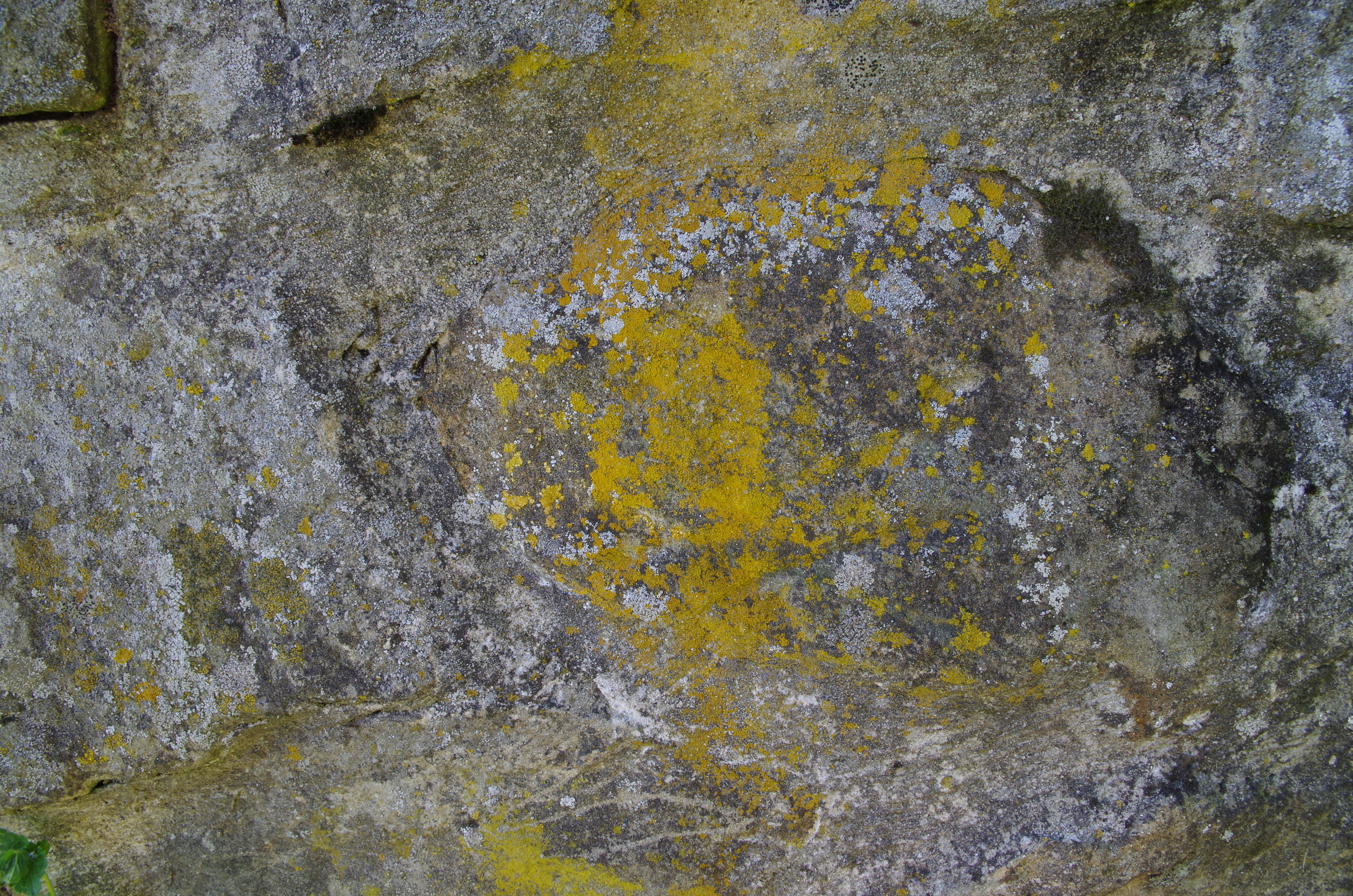
Chrysothrix chlorina

De wetenschappelijke naam Chrysotrichetea chlorinae is afgeleid van de botanische naam van de diagnostische soort Chrysothrix chlorina. De Nederlandse naam verwijst zowel naar Chrysothrix en Lepraria, die allebei poederkorsten worden genoemd.

## Ecologie
De vegetatie van de poederkorst-klasse ontwikkelt zich op oligotrofe, zure, solide (maar wel vaak poreuze) substraten in beschaduwde tot halfbeschaduwde, ombrotrofe standplaatsen met een hoge luchtvochtigheid. De klasse omvat hoofdzakelijk epilitische vegetatie; slechts bij uitzondering zijn er varianten van gemeenschappen die ook bewerkt hout kunnen koloniseren. Meestal zijn de standplaatsen geëxponeerd op het noorden.

## Onderliggende syntaxa in Nederland
De poederkorst-klasse wordt in Nederland vertegenwoordigd door slechts één orde en twee onderliggende verbonden. Van allebei de verbonden komt alhier slechts één associatie voor. Er wordt ook nog een rompgemeenschap onderscheiden.
- - poederkorst-orde (Chrysotrichetalia chlorinae)
    - poederkorst-verbond (Chrysotrichion chlorinae)
      - UV-mos-associatie (Psilolechietum lucidae)

    - steenpluis-verbond (Cystocoleion)
      - associatie van rossig schriftmos (Gyrographetum gyrocarpae)

- rompgemeenschap met kopermos (RG Psilolechia leprosa-[Chrysotrichetea chlorinae/Racomitrio-Rhizocarpetea/Verrucario-Schistidietea])

## Fotogalerij

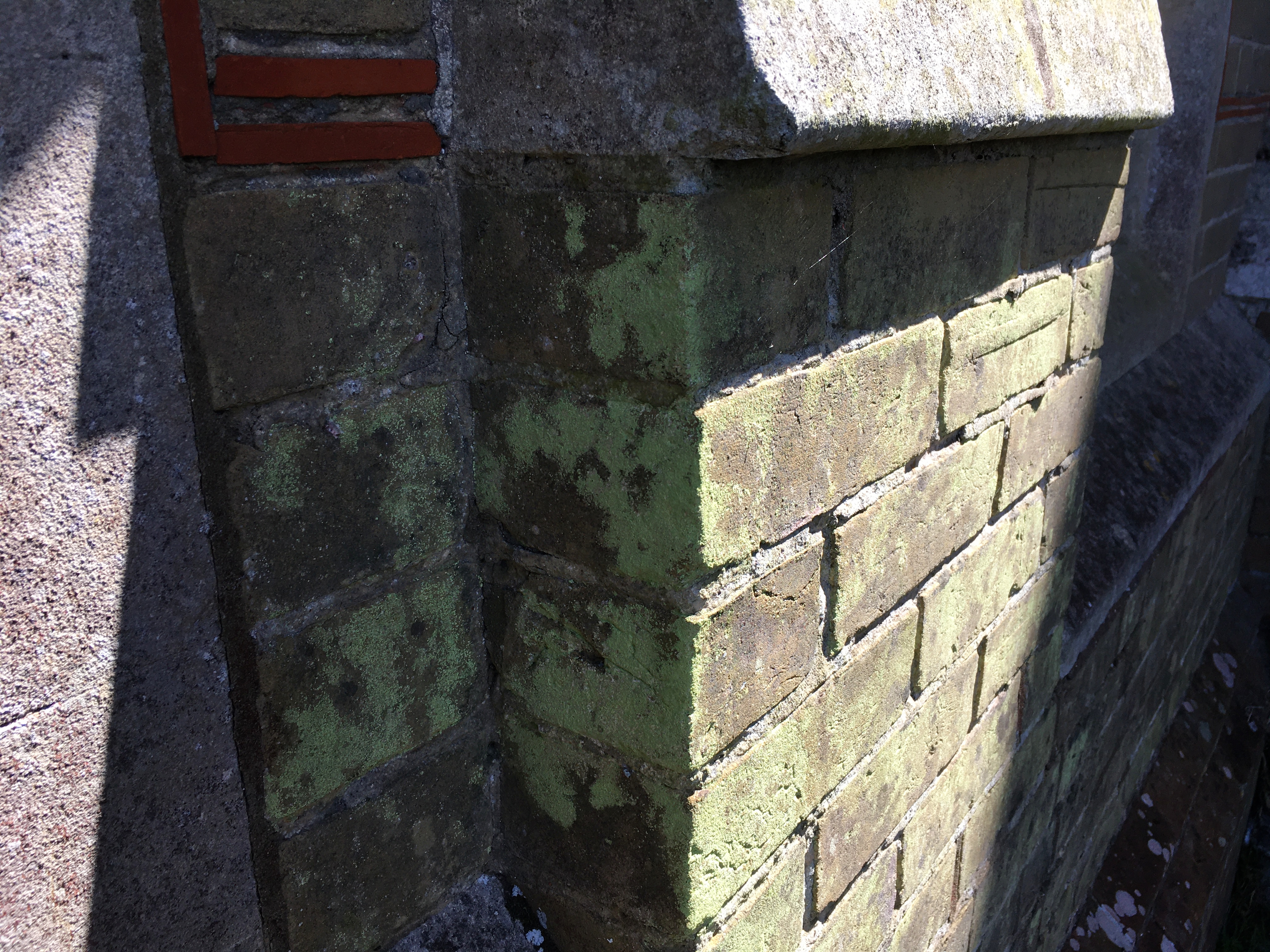
De UV-mos-associatie op een kerkmuur.